# شتاب‌سنج تونلی

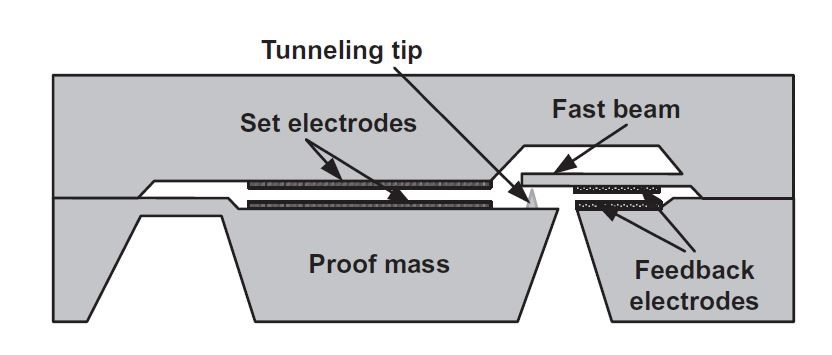
ساختار یک شتاب‌سنج خازنی

در شتاب‌سنج تونلی (به انگلیسی: Tunneling Accelerometer) از پدیده تونل‌زنی الکترون برای اندازه‌گیری شتاب استفاده می‌شود. شتاب‌سنج تونلی شامل یک شکاف بسیار کم بین نوک تیز و یک صفحه الکترود است (کمتر از ۱۰ نانومتر). با اعمال شتاب جرم جابجا می‌شود و فاصله دو هادی از هم کمتر می‌شود. کمتر شدن این فاصله منجر به تونل زدن الکترون می‌شود و جریان عبوری را تغییر می‌دهد. با تغییرات جریان عبوری از دو الکترود با فاصله خیلی نزدیک از هم، جریان را اندازه‌گیری می‌کنند. رابطه جریان و فاصله دو الکترود از هم به صورت نمایی است که منجر به تغییرات زیاد جریان می‌شود. این مکانیزم اندازه‌گیری بسیار حساس می‌باشد. شتاب‌سنج تونلی غیرخطی است و کاملاً وابسته به اندازه شکاف می‌باشد؛ بنابراین نیاز به یک سیستم کنترلی حلقه بسته برای اندازه‌گیری فاصله است. نقطه ضعف دیگر شتاب‌سنج تونلی وابسته بودن آن به دما می‌باشد.